# Кулламаа (село)
Ку́лламаа (ест. Kullamaa küla) — село в Естонії, у волості Ляене-Ніґула повіту Ляенемаа.

## Населення
Чисельність населення на 31 грудня 2011 року становила 283 особи.

## Географія
На північ від населеного пункту лежить штучне озеро Кулламаа (Kullamaa järv). Уздовж південного та східного кордонів села тече річка Лійві (Liivi jõgi).
Через село проходить автошлях 16136 (Таебла — Кулламаа).

## Історія
До 21 жовтня 2017 року село входило до складу волості Кулламаа й було її адміністративним центром.

## Пам'ятки
- Кірха святого Іоанна (Kullamaa Püha Johannese kirik), пам'ятка архітектури[4]
- Церковний двір (Kullamaa kirikuaed), де похований видатний естонський композитор Рудольф Тобіас[5][6]
- Історичне кладовище (Kullamaa kalmistu), археологічна пам'ятка[7]
- Монумент на честь героїв війни за незалежність (Kullamaa Vabadussõja mälestussammas)[8]

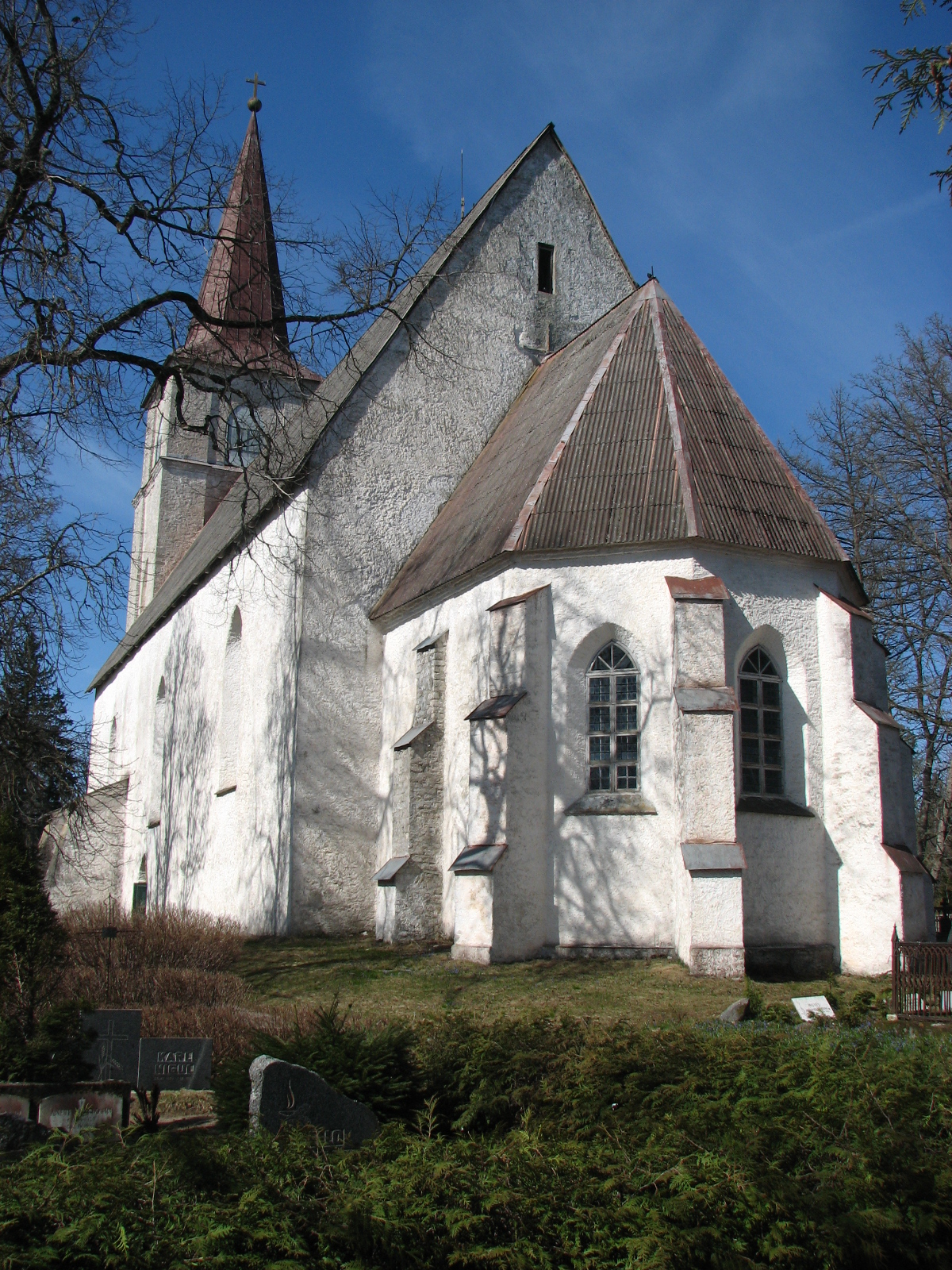
Кірха
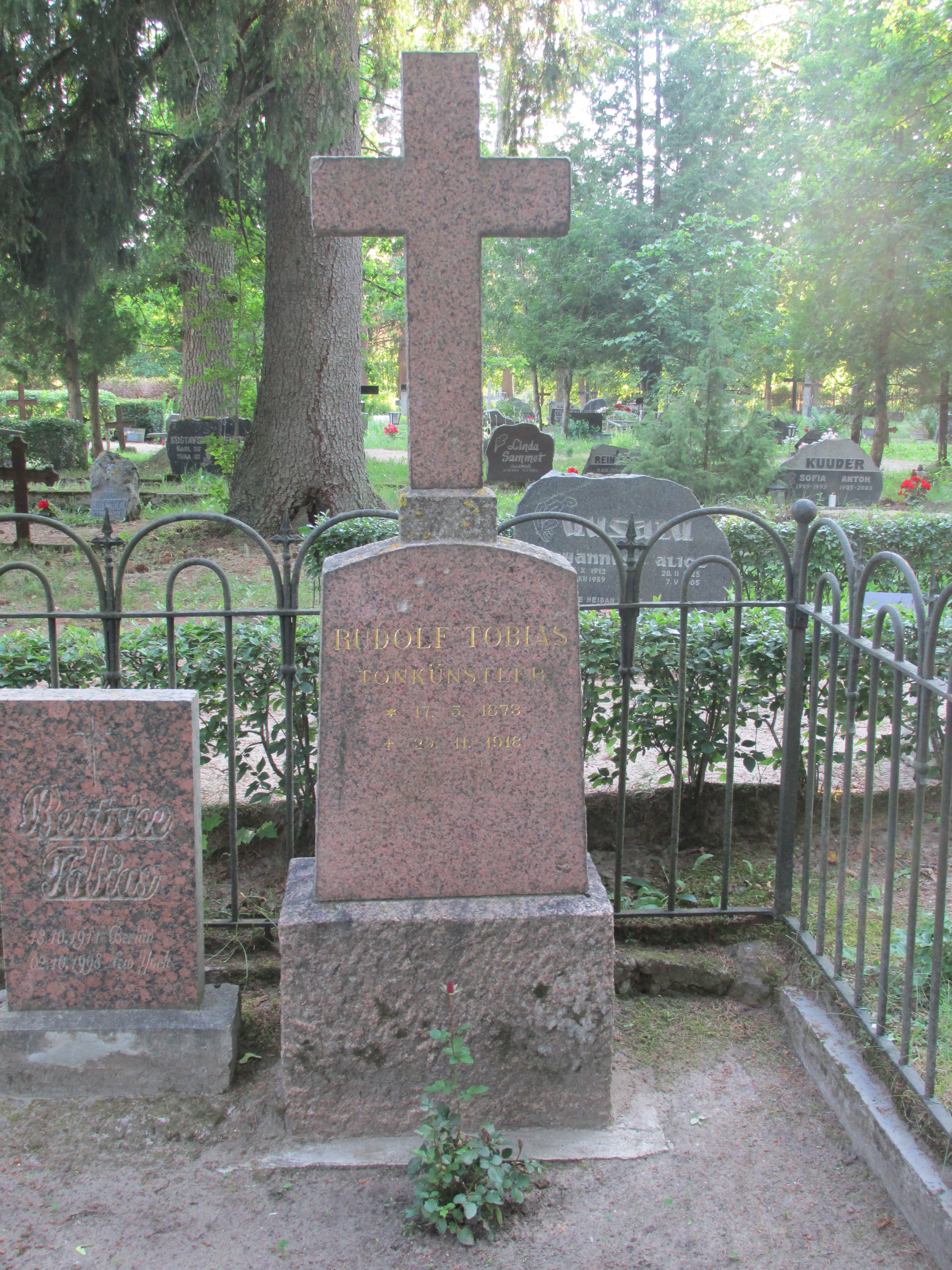
Могила Рудольфа Тобіаса
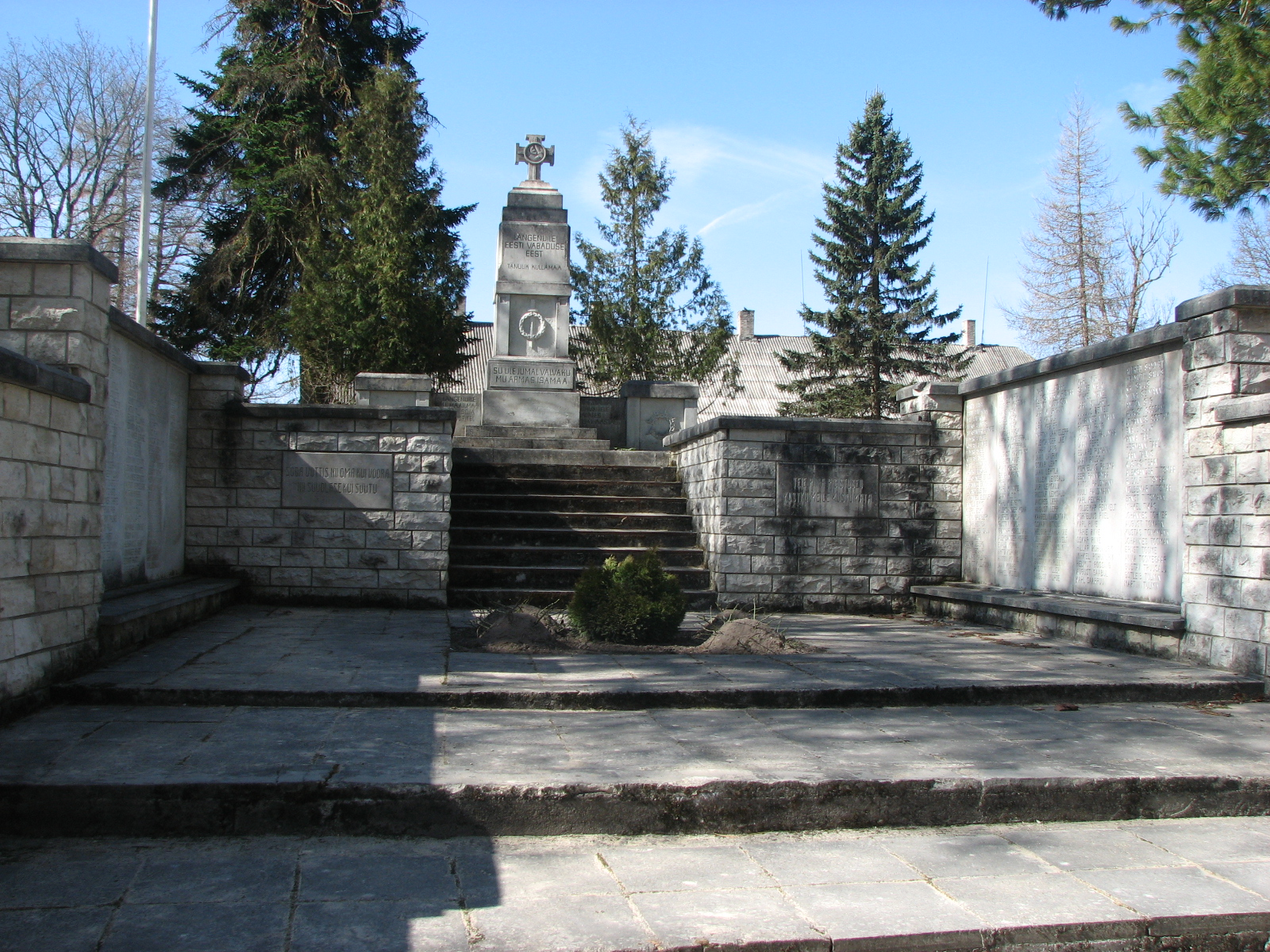
Меморіал